# Cantemir, Moldova
Cantemir este un oraș, reședința raionului Cantemir din Republica Moldova.

## Etimologie
Numele orașului Cantemir reprezintă o denumire comemorativă, care evocă numele lui Dimitrie Cantemir (1673–1723), domn al Moldovei, personalitate a culturii românești și europene, savant umanist, autor de scrieri istorice, geografice, filozofice, literare. În perioada interbelică, satele din zonele aferente viitorului oraș se aflau plasa Cantemir, județul Cahul.

## Geografie
Orașul Cantemir e situat pe un podiș din sudul republicii, în preajma râului Prut, pe traseul auto Chișinău–Leova–Cahul, la 126 km la sud de Chișinău, la 1 km de stația de cale ferată Prut, direcția Basarabeasca–Cahul.
La sud de oraș, în lunca inundabilă a râului Prut, este amplasată rezervația naturală mixtă Cantemir.

## Istorie
Acest oraș are o vârstă foarte tânără – pentru prima dată este atestat ca unitate administrativă la 6 aprilie 1973, când acestei localități populată cu preponderență de muncitorii fabricii de conserve „Prut”, pusă în funcțiune în noiembrie 1967, i-a fost dat numele distinsului scriitor, savant, domnitor al Moldovei Dimitrie Cantemir, cu ocazia aniversării 300 de la naștere. Această dată de 6 aprilie printr-o hotărârea întrunirii cetățenilor din 31 martie 2000 a devenit Ziua orașului. Specialiștii au determinat că pe aceste locuri a existat un sat încă după cucerirea Daciei de către Imperiul Roman. Dar apoi au năvălit hunii și seliștea a fost prădată și arsă. Se presupune că satul a existat între anii 106–376 e.n. Pe vatra părăsită se găsesc vase de lut și alte obiecte tipice pentru epoca romană (sec. II-IV).
Primele blocuri locative au apărut aici în 1963, când a început construcția fabricii de conserve, și de această întreprindere este legată totalmente istoria localității, care a crescut odată cu ea. Începând de la 500 mii de borcane convenționale de conserve în primul an, de acum prin 1985-1989 fabrica furniza anual câte 80-82 mln. borcane convenționale de conserve, producția cantemireană fiind expediată în toate regiunile fostei URSS, Bulgaria, Ungaria, Germania, Polonia, Austria și alte țări. Orașul este un centru economic și cultural minor din sudul republicii.

## Demografie

### Structura etnică
Structura etnică a orașului conform recensământului populației din 2004:
| Grup etnic         | Populație | % Procentaj |
| ------------------ | --------- | ----------- |
| Moldoveni / Români | 3.014     | 77,84%      |
| Bulgari            | 320       | 8,26%       |
| Ruși               | 275       | 7,10%       |
| Ucraineni          | 154       | 3,97%       |
| Găgăuzi            | 60        | 1,55%       |
| Țigani             | 11        | 0,28%       |
| Polonezi           | 6         | 0,15%       |
| Alții              | 32        |             |
| Total              | 3.872     | 100%        |

## Economie
Economia orașului este reprezentată de 38 societăți cu răspundere limitată, 220 întreprinderi individuale, 13 societăți pe acțiuni de tip închis, 25 cu alte forme de antreprenoriat. La dispoziția populației se află atelierul de reparație a tehnicii de uz casnic, stația de reparație a autovehiculelor „VAZ”, centrul de informatică și telecomunicații, filiala Întreprinderii de Stat „Poșta Moldovei”. În anul 1994, din lipsa materiei prime și piețelor de desfacere a producției, și-a încetat activitatea fabrica de conserve din Cantemir. În locul ei din toamna anului 1999 a început să funcționeze o minifabrică a firmei private „Limaghes”, tot aici va fi deschisă o filială a fabricii de calibrare a semințelor din Bălți. Și-a încetat activitatea și fosta întreprindere intergospodărească de producere a cărnii de porc, în locul ei s-a înfiripat o altă întreprindere particulară. Mai activează „Constructorul-Cantemir” S.A., „Fertilitate” S.A. – deservirea agrotehnică a sectorului agrar, „Baza de transport auto 26” S.A., „Cantex” S.A. – prestări servicii, Asociația de consum, biroul de achiziționare și desfacere a producției agricole. La podul de cale ferată peste Prut activează un punct vamal.
Din 1989 este deschisă și ruta de tren Prut-Fălciu, oraș din România, până la care sunt 7 km.

## Administrație și politică
Primarul orașului Cantemir este Roman Ciubaciuc, reales în noiembrie 2023.
Componența Consiliului local Cantemir (13 consilieri), ales la 5 noiembrie 2023, este următoarea:
|  | Partid                                        | Consilieri | Componență | Componență | Componență | Componență |
|  | --------------------------------------------- | ---------- | ---------- | ---------- | ---------- | ---------- |
|  | Partidul Acțiune și Solidaritate              | 4          |            |            |            |            |
|  | Partidul Nostru                               | 4          |            |            |            |            |
|  | Partidul Socialiștilor din Republica Moldova  | 3          |            |            |            |            |
|  | Partidul Dezvoltării și Consolidării Moldovei | 1          |            |            |            |            |
|  | Candidat independent DUMITRU VRABIE           | 1          |            |            |            |            |

## Social
Sistemul de educație în orașul Cantemir numără 3 instituții preșcolare, o școală medie de cultură  generală în care învață 740 elevi. În anul 1995 a fost inaugurat liceul teoretic „Dimitrie Cantemir” iar în anul 2003 o școală medie a fost transformată în liceu. Astfel, în prezent, orașul are 2 licee în care învață 465 elevi. Mai funcționează în oraș o școală de meserii unde învață 250 elevi.
Sistemul de ocrotire a sănătății este format dintr-un spital, un centru al medicilor de familie, o stație de salvare și 5 farmacii.

## Cultură
Rețeaua de instituții culturale cuprinde o casă de cultură, 3 biblioteci publice, muzeu și școala de muzică „Valeriu Hanganu”.
Orașul Cantemir a stabilit relații de prietenie și colaborare cu mai multe localități din dreapta Prutului, cum sunt Câmpulung-Moldovenesc, Constanța, Vaslui, Medgidia, Murgeni, Iași, Galați. 
Cu susținerea autorităților din aceste orașe și comune la Cantemir a fost deschisă o filială a Muzeului „Dimitrie Cantemir”, se face schimb de delegații, colective de artiști amatori.
La 1 iulie 1977 apare primul număr al ziarului raional „Calea Luminoasă”, care în 1989 a fost redenumit  „Vatra”. Succesorul acesteia din februarie 1999 este o publicația independentă „Metronom”.

## Personalități născute aici
- Sergiu Epureanu (n. 1976), fotbalist
- Alina Zotea-Durnea (n. 1986), economistă, politiciană și fotomodel
- Dan Boișteanu (n 1996), Campion la Hexagon
- Dumitru Celeadnic (n. 1992), fotbalist